# سیارک ۲۵۱۰۲
سیارک ۲۵۱۰۲ (به انگلیسی: 25102 Zhaoye، نامگذاری:1998RW50) بیست و پنج هزار و صد و دومین سیارک کشف شده‌است که در ۱۴ سپتامبر ۱۹۹۸ کشف شد.
قدر مطلق سیارک برابر ۱۷.۰ است.